# Jens Zetlitz Kielland
Jens Zetlitz Monrad Kielland (Stavanger, 29 de julho de 1866 — Oslo, 8 de agosto de 1926) foi um arquiteto e professor norueguês. Trabalhou para o Instituto Norueguês de Tecnologia, em Trondheim, entre 1912 e 1918. Iniciou-se como arquiteto no ano de 1894, em Bergen, onde ele projetou vários prédios públicos e particulares, tais como a Estação Ferroviária de Bergen e Gamlehaugen.